# 興瑞 (正紅旗宗室)
宗室興瑞（1881年11月15日—？年，光緒七年四月初十日辰時生），正紅旗滿洲人，遠支宗室正紅旗第一族恆字輩，二等輔國將軍謙光長子，封爵二等奉國將軍。

## 生平
光緒二十五年（1899年）十月，襲封二等奉國將軍。
二十九年（1903年）閏五月，因已承襲爵位，呈請将其父親謙光所得廕生改廕堂叔慶愈。
三十三年（1907年）三月，得到咨送民政部差委。
興瑞曾向宗人府以俸銀質借銀2,000兩用以維修祖墳。
宣统元年（1909年）七月，由宗室族長查報無吸煙嗜好等事。
二年（1910年）十月，興瑞申請領取旁聽券赴資政院旁聽議事。
民國後，受宗人府派往醇贤亲王奕譞园寝致祭。
八年（1919年）九月，內務府清償此前積欠興瑞的祖傳奉天房屋租金。

## 家庭及關聯
- 十二世祖父：清太祖（1559年—1629年）。
- 十二世祖母：清太祖元妃佟佳氏（1560年—1592年）。
- 十一世祖父：禮烈親王代善（1583年—1648年），清太祖皇次子，功封禮親王，諡烈。
- 十一世祖母：葉赫那拉氏，葉赫西城貝勒布寨之女，代善繼福晉。
- 十世祖父：穎毅親王薩哈璘（1604年—1636年），功封貝勒，管理禮部，追封穎親王，諡毅。
- 十世祖母：烏拉那拉氏，烏拉貝勒布占泰之女，薩哈璘嫡福晉。
- 九世祖父：順承恭惠郡王勒克德渾（1629年—1652年），薩哈璘次子，功封順承郡王，管理刑部，諡恭惠。
- 九世祖母：噶爾扎氏，公爵祜里泰之女，勒克德渾側福晉。
- 八世祖父：順承忠郡王諾羅布（1650年—1717年），勒克德渾三子，襲封順承郡王，官至杭州將軍，諡忠。
- 八世祖母：石氏，石達之女，諾羅布側福晉。
- 七世祖父：郡王品級錫保（1688年—1742年），諾羅布四子，封順承親王，官至正黃旗蒙古都統、左宗人、靖邊大將軍，因事革爵。
- 七世祖母：舒舒覺羅氏，三等侯偏圖之女，錫保嫡福晉。
- 六世祖父：順承恪郡王熙良（1705年—1744年），錫保長子，襲封順承郡王，官散秩大臣覺羅學總管，諡恪。
- 六世祖母：納喇氏，侍讀學士色爾登之女，熙良嫡福晉。
- 五世祖父：順承恭郡王泰斐英阿（1728年—1756年），熙良長子，襲封順承郡王，官至正黃旗漢軍都統、左宗正，諡恭。
- 五世祖母：沙濟富察氏，一等公散秩大臣傅文之女，泰斐英阿嫡福晉。
- 高祖父：順承慎郡王恒昌（1753年—1778年），泰斐英阿四子，襲封順承郡王，諡慎。
- 高祖母：馬佳氏，護軍校馬三泰之女，恒昌庶福晉。
- 曾祖父：順承簡郡王倫柱（1772年—1823年），襲封順承郡王，官宗室總族長、十五善射，諡簡。
- 曾祖母：馬佳氏，同知穆騰額之女，倫柱側福晉。
- 祖父：春佑（1801年—1876年），封三等鎮國將軍，官至都統、內大臣、總管內務府大臣，諡誠恪。
- 祖母：鈕祜祿氏，寧夏將軍格布舍之女，春佑繼妻。

### 父母
- 父：謙光（1838年—1899年），封二等輔國將軍，官至密雲副都統。
- 母：那木都魯氏，二等男錦州副都統侍順之女。

### 兄弟
興瑞排行第一，有二弟。
- 麟瑞（1884年—？年），嫡母那木都魯氏所生，廕生，候補筆帖式。娶博爾濟吉特氏，黑龍江將軍恭鏜之女。
- 麒瑞（1886年—？年），嫡母那木都魯氏所生，考封三等奉國將軍，工部候補主事。娶博爾濟吉特氏，黑龍江將軍恭鏜之女。

### 妻室
- 嫡妻：訥羅氏，世斌之女。
- 妾：劉氏，劉大之女。

### 子嗣
興瑞育有二子。
- 榮柱（1901年—？年），嫡訥羅氏所生。
- 榮順（1912年—？年），庶劉氏所生。